# Matthias Hahne Thorbjörnsson
Daniel Matthias Hahne Thorbjörnsson, född Thorbjörnsson 11 september 1975 i Trönninge, är en svensk skådespelare och regissör.

## Biografi
Hahne Thorbjörnsson utbildades vid Teaterhögskolan i Malmö 1995-1998. Han har därefter varit verksam vid bland annat Helsingborgs stadsteater och Teatr Weimar. Han har varit verksam som skådespelare och regissör vid Teater InSite i Malmö sedan starten 2007.
Han är gift med skådespelaren Kristina Hahne.

## Filmografi
| År   | Roll                     | Produktion                                 | Noter    |
| ---- | ------------------------ | ------------------------------------------ | -------- |
| 1999 | Viggo                    | Browalls                                   | Tv-serie |
| 1999 | Frans Alexander          | Mormors magiska vind                       | Tv-serie |
| 2008 | Vakthavande polis        | Wallander - Firewall                       | Tv-serie |
| 2009 | Polis                    | Wallander – Hämnden                        |          |
| 2009 | Jerrys kusin Tonny       | Ingen vill komma på Jerrys barnkalas       | Kortfilm |
| 2015 | Jules Mazarin            | Drottning Kristina - den vilda drottningen |          |
| 2020 | Den gamle tyske soldaten | My dearest Anne                            | Kortfilm |

## Teater

### Roller
| År   | Roll                | Produktion | Regi                       | Teater                              |
| ---- | ------------------- | --- | -------------------------- | ----------------------------------- |
| 2003 | Bernard             | En handelsresandes död (Death of a Salesman) Arthur Miller                                                    | Göran Stangertz            | Helsingborgs stadsteater            |
| 2003 | Skorpan Lejonhjärta | Bröderna Lejonhjärta Astrid Lindgren                                                                          | Fransesca Quartey          | Helsingborgs stadsteater            |
| 2004 | Medverkande         | Land du välsignade Kent Andersson och Anders Wällhed                                                          | Anders Wällhed             | Helsingborgs stadsteater            |
| 2004 | Soljonyj            | 3 systrar (Три сeстры, Tri sestry) Anton Tjechov                                                              | Christian Tomner           | Helsingborgs stadsteater            |
| 2005 | Wolf                | Bent Martin Sherman                                                                                           | Solbjørg Højfeldt          | Helsingborgs stadsteater            |
| 2005 | Björn               | Jordpojken Gunilla Boëthius                                                                                   | Fransesca Quartey          | Helsingborgs stadsteater            |
| 2006 | George Milton       | Möss och människor (Of Mice and Men) John Steinbeck                                                           | Michael Cocke              | Helsingborgs stadsteater            |
| 2007 | Officeren           | Drömspelet August Strindberg                                                                                  | Ragna Weisteen             | Teater InSite                       |
| 2007 | Dan                 | Landskap med vapen (Landscape with Weapon) Joe Penhall(en)                                                    | Ragna Weisteen             | Teater InSite                       |
| 2007 |                     | Ett långt stycke liv Peter Harness                                                                            | Ragna Weisteen             | Teater Insite                       |
| 2008 | Adam                | Alltings yta (The Shape of Things) Neil LaBute(en)                                                            | Ragna Weisteen             | Teater InSite                       |
| 2008 | Tarzan              | Tarzan i Europa Jörgen Dahlqvist                                                                              | Fredrik Haller             | Teatr Weimar                        |
| 2009 | Macduff             | Macbeth William Shakespeare                                                                                   | Pelle Öhlund               | Varitéteatern Barbès                |
| 2011 |                     | Alla dessa hål i livet Birte Heribertson, Nina Jemth, Matthias Thorbjörnsson, Ragna Weisteen och Pelle Öhlund | Ragna Weisteen             | Teater InSite                       |
| 2011 | William             | Eddie #14 Dennis Magnusson                                                                                    | Ragna Weisteen             | Teater InSite                       |
| 2012 |                     | Richard III – Family business (The Life and Death of King Richard the Third) William Shakespeare              | Pelle Öhlund               | Teater InSite/ Varitéteatern Barbès |
| 2013 | Oliver              | Via Dolorosa Dan Kandell                                                                                      | Dan Kandell                | Teater InSite                       |
| 2015 |                     | Join Ebba Petrén, Gabriel Widing och Matthias Hahne Thorbjörnsson                                             | Ebba Petrén                | Teater InSite                       |
| 2017 | Dr Hjärta           | Studie i kärlek Helena Röhr                                                                                   | Helena Röhr                | Teater InSite                       |
| 2018 | Daniel Petrovic     | Gul framtid Henrik Bromander                                                                                  | John Hanse                 | Teater InSite/ Public Plot          |
| 2018 | Kurt                | Dödsdansen 3.0 August Strindberg                                                                              | Pelle Nordhøj Kann         | Teater InSite                       |
| 2019 |                     | Wonderland Nina Jemth                                                                                         | Nina Jemth                 | Teater InSite/ Moomsteatern         |
| 2020 |                     | Alice genom spegeln Emma Bexell                                                                               | Emma Bexell Stefan Stansic | Teater InSite/ Bombina Bombast      |
| 2020 |                     | In-i-från Eva Wendt                                                                                           | Eva Wendt                  | Teater InSite                       |

### Regi (ej komplett)
| År   | Produktion                          | Upphovsmän   | Teater        | Noter                           |
| ---- | ----------------------------------- | ------------ | ------------- | ------------------------------- |
| 2010 | Det är nu det nya Det er så det nye | Line Knutzon | Teater InSite | Regi tillsammans med Peder Holm |
| 2013 | Hemligheten                         | Maria Reihs  | Teater InSite |                                 |
| 2013 | Via Dolorosa                        | Dan Kandell  | Teater InSite | Regiassistent                   |
| 2016 | De upplysta                         | Maria Reihs  | Teater InSite |                                 |